# Pretty Dark
Pretty Dark è un singolo della musicista canadese Grimes,  apripista di un musical realizzato da lei in realtà aumentata. La demo della canzone è stata pubblicata il 14 marzo 2019.

## Video musicale
Il videoclip della canzone è stato reso disponibile il 13 marzo 2019.

## Tracce
1. Pretty Dark (Demo) – 4:17